# Sideburner
Sideburner är Adhesives debutalbum, utgivet 1996 på Ampersand Records.

## Låtlista
1. "Nothing Is Won"
2. "A Thousand Times"
3. "Bubble Burst"
4. "On a Pedestal"
5. "Scottie"
6. "Never Been"
7. "Scent of Life"
8. "Conscience"
9. "Vacuum"
10. "Burnt"
11. "The Quest"
12. "Influence"
13. "Pipedream"

## Personal
- Mathias Andersson - bakgrundssång, gitarr
- Micke Claesson - bakgrundssång, gitarr
- Fredrik Olofsson - producent, inspelning
- Geir Pedersen - sång, bakgrundssång, bas
- Robert Samsonowitz - design, trummor
- Stefan Stahre - foto

### Fotnoter
1. ↑  ”Sideburner”. Discogs.com. http://www.discogs.com/Adhesive-Sideburner/release/1737457. Läst 1 april 2012.